# Akan Satayev
Akan Satayev, né le 23 décembre 1971 à Karaganda au Kazakhstan, est un réalisateur kazakh.

## Biographie
À L'Étrange Festival 2020, il remporte le Grand Prix Nouveau Genre avec Tomiris,.

## Filmographie

### Réalisateur
Sauf indication contraire, les informations mentionnées dans cette section peuvent être confirmées par la base de données cinématographiques IMDb,  présente dans la section « Liens externes ».
- 2007 : Racketteur (Reketir)
- 2009 : Strayed (Zabludivshiysya)
- 2011 : Likvidator
- 2012 : Myn Bala: Warriors of the Steppe (Zhauzhürek myng bala)
- 2015 : Racketteur 2 : Vengeance (Reketir 2: Vozmezdie)
- 2016 : Hacker
- 2016 : Le Retour vers la mère (Anaga aparar jol)
- 2016 : Rayony
- 2017 : Alone (Ona)
- 2018 : The Leader's Way. In the Epicenter of the World
- 2018 : Businessmen
- 2019 : Tomiris
- 2022 : À l'Aube de la grande steppe

## Récompenses
- Festival international du film fantastique de Neuchâtel 2010 : Prix de la jeunesse pour Strayed
- L'Étrange Festival 2020 : Grand Prix Nouveau Genre pour Tomiris